# Maratón Londres-Sídney

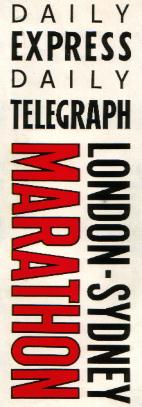
La pancarta para el maratón original de Londres-Sídney

El Maratón Londres-Sídney (nombre original en inglés: London-Sydney Marathon) fue un rally automovilístico disputado en un recorrido entre el Reino Unido y Australia. Se celebró por primera vez en 1968, un segundo evento se organizó en 1977 y un tercero en 1993, con el que se conmemoró el 25 aniversario del original. 
Tres nuevos mítines se han disputado posteriormente en 2000, 2004 y 2014.
El evento original fue ganado por Andrew Cowan, Colin Malkin y Brian Coyle, conduciendo un Hillman Hunter. Cincuenta y seis coches terminaron la carrera.

## 1968

### Antecedentes
El maratón original fue el resultado de un almuerzo a finales de 1967, durante un período de crisis económica en Gran Bretaña causado por la devaluación de la libra esterlina. Sir Max Aitken, propietario del Daily Express y dos de sus ejecutivos editoriales, Jocelyn Stevens y Tommy Sopwith, acordaron crear una prueba que su periódico podría patrocinar, y que serviría para elevar el espíritu del país. Tal prueba, se pensó, actuaría como un escaparate para la ingeniería británica e impulsaría las ventas de exportación en los países a través de los que pasaba.
El premio inicial para el ganador de 10.000 libras ofrecido por el "Daily Express", pronto se vio incrementado en un premio de 3000 libras para el segundo clasificado y en dos premios más de 2000 libras, uno para el tercer equipo y otro para los australianos mejor posicionados, ofrecidos por el periódico Daily Telegraph australiano y su propietario Sir Frank Packer, que estaba ansioso por promocionar la etapa en las antípodas del rally.

### Recorrido
Se estableció un comité organizador de ocho hombres para establecer una ruta adecuada, desafiante pero transitable. Jack Sears, secretario de organización y él mismo un expiloto de carreras, planificó un recorrido de 7000 millas (11.200 km) que abarcaba once países en la misma cantidad de días, y se acordó que el buque P&O S.S. Chusan transportaría los primeros 72 automóviles y sus tripulaciones en el viaje de nueve días desde la India, antes de las 2600 millas (4160 km) finales en Australia:
| Europa y Asia | Europa y Asia                    | Europa y Asia     | Europa y Asia     | Europa y Asia    | Europa y Asia |
| Etapa | Fecha                            | Inicio            | Final             | Tiempo permitido | Descripción |
| --- | -------------------------------- | ----------------- | ----------------- | ---------------- | --- |
| 1 | 24–25 de noviembre               | Londres           | París             | 12h 32m          | 23:00 salida de Crystal Palace (Londres); 04:00 salida de Inglaterra desde Dover (Kent) cruzando el Canal en ferry hacia Francia; 11:32 llegada al Aeropuerto de París-Le Bourget, París. |
| 2 | 25–26 de noviembre               | París             | Turín             | 13h 32m          | Hacia Italia vía el túnel de Mont Blanc; 00:52 llegada a Turín. |
| 3 | 26 de noviembre                  | Turín             | Belgrado          | 21h 12m          | Autopista hacia Venecia y después hacia Yugoslavia; 22:04 llegada a Belgrado. |
| 4 | 26–27 de noviembre               | Belgrado          | Estambul          | 15h 31m          | Atravesando Bulgaria de noche hacia Turquía; 13:35 llegada a Estambul. |
| 5 | 27–28 de noviembre               | Estambul          | Sivas             | 12h 25m          | Cruce del Bósforo en ferry, hacia Ankara y el paso de Bolu; 03:00 llegada a Sivas. |
| 6 | 28 de noviembre                  | Sivas             | Erzincan          | 2h 45m           | Recorrido hacia el oeste por carreteras sin pavimentar; 04:45 en Erzincan. |
| 7 | 28–29 de noviembre               | Erzincan          | Teherán           | 22h 01m          | Se atraviesa la frontera de Irán; 02:46 llegada a Teherán. |
| 8 | 29–30 de noviembre               | Teherán           | Kabul             | 23h 33m          | Seguir una de las dos rutas hacia Islam Qala en Afganistán, ya sea la ruta norte a través de los montes Elburz bordeando las costas meridionales del mar Caspio, o la ruta más corta pero más dificultosa a lo largo del borde norte del desierto de Kavir; 02:19 llegada a Kabul, donde las tripulaciones en el horario pueden disfrutar de un descanso de 6.5 horas antes de la apertura del paso Khyber. |
| 9 | 30 de noviembre                  | Kabul             | Sarobi            | 1h 00m           | 08:42 salida de Kabul por una antigua carretera sin apenas firme atravesando el paso de Lataband; 09:42 llegada a Sarobi. |
| 10 | 30 de noviembre – 1 de diciembre | Sarobi            | Delhi             | 17h 55m          | Travesía del Pakistán en un día hacia la India; 03:37 llegada a Delhi. |
| 11 | 1–2 de diciembre                 | Delhi             | Bombay            | 22h 51m          | Pasando por Agra e Indore; 02:28 llegada a Bombay. |
| Las tripulaciones restantes partieron de Bombay a las 3 a. m. el jueves 5 de diciembre, llegando a Fremantle a las 10 a. m. el viernes 13 de diciembre antes de reiniciarse en Perth la tarde siguiente. Cualquier reparación intentada en el automóvil durante el viaje en barco llevaría a la exclusión de la tripulación. |                                  |                   |                   |                  | |
| Australia |                                  |                   |                   |                  | |
| Etapa | Fecha                            | Inicio            | Final             | Tiempo permitido | Descripción |
| 12 | 14–15 de diciembre               | Perth             | Youanmi           | 7h 00m           | Salida a las 18:00 desde Gloucester Park, atravesando carreteras suaves pero sin pavimentar; 01:00 llegada a la ciudad minera desierta de Youanmi. |
| 13 | 15 de diciembre                  | Youanmi           | Marvel Loch       | 4h 03m           | Recorrido sobre la semidesértica vía Diemal hasta la carretera asfaltada de Bullfinch; 05:03 llegada a Marvel Loch. |
| 14 | 15 de diciembre                  | Marvel Loch       | Lake King         | 1h 59m           | En el desierto de Nullarbor; 07:02 llegada a Lake King por carreteras de tierra. |
| 15 | 15 de diciembre                  | Lake King         | Ceduna            | 14h 52m          | 21:54 llegada a Ceduna. |
| 16 | 15–16 de diciembre               | Ceduna            | Quorn             | 6h 18m           | 04:12 llegada a Quorn. |
| 17 | 16 de diciembre                  | Quorn             | Moralana Creek    | 1h 17m           | 05:29h llegada a Moralana Creek. |
| 18 | 16 de diciembre                  | Moralana Creek    | Brachina          | 1h 30m           | 06:59 llegada a Brachina. |
| 19 | 16 de diciembre                  | Brachina          | Mingary           | 4h 10m           | 11:09 llegada a Mingary. |
| 20 | 16 de diciembre                  | Mingary           | Menindee          | 2h 12m           | 13:29 llegada a Menindee. |
| 21 | 16 de diciembre                  | Menindee          | Gunbar            | 5h 18m           | 18:39 llegada a Gunbar. |
| 22 | 16 de diciembre                  | Gunbar            | Edi               | 4h 26m           | 23:05 llegada a Edi. |
| 23 | 16–17 de diciembre               | Edi               | Brookside         | 1h 00m           | 00:05 llegada a Brookside. |
| 24 | 17 de diciembre                  | Brookside         | Omeo              | 1h 55m           | 02:00 llegada a Omeo. |
| 25 | 17 de diciembre                  | Omeo              | Murrindal         | 2h 06m           | 04:06 llegada a Murrindal. |
| 26 | 17 de diciembre                  | Murrindal         | Ingebyra          | 1h 31m           | 05:37 llegada a Ingebyra. |
| 27 | 17 de diciembre                  | Ingebyra          | Numeralla         | 1h 29m           | 07:06 llegada a Numeralla. |
| 28 | 17 de diciembre                  | Numeralla         | Hindmarsh Station | 0h 42m           | 07:48 llegada a Hindmarsh Station. |
| 29 | 17 de diciembre                  | Hindmarsh Station | Nowra             | 2h 01m           | 09:49 llegada a Nowra. |
| 30 | 17 de diciembre                  | Nowra             | Warwick Farm      | 3h 30m           | 13:19 llegada a Warwick Farm. |
| 31 | 18 de diciembre                  | Warwick Farm      | Sídney            |                  | Llegada en caravana a Sídney. |

### Resultado

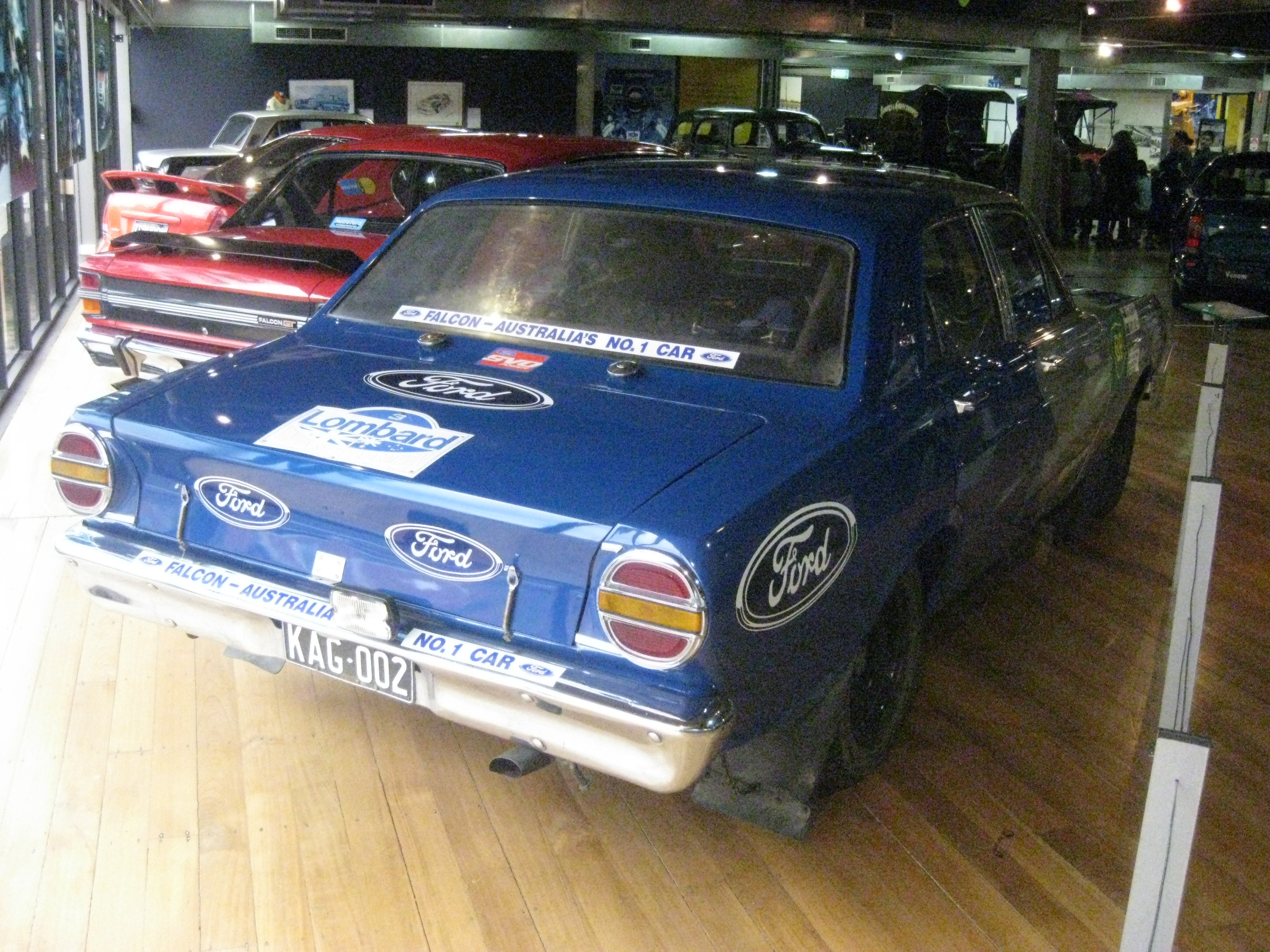
El Ford XT Falcon GT clasificado en tercer lugar en la Maratón de 1968

Roger Clark adquirió pronto ventaja durante la primera etapa realmente traicionera, desde Sivas a Erzincan en Turquía, con un promedio de casi 100 km/h en su Lotus Cortina en una etapa de 270 km. A pesar de perder tiempo en Pakistán y la India, mantuvo su liderazgo hasta el final de la sección asiática en Bombay, con Simo Lampinen al volante de un Ford Taunus en segundo lugar y Lucien Bianchi con un DS21 en tercera posición.
Sin embargo, una vez en Australia, Clark sufrió varios reveses. Un fallo de un pistón lo dejó en tercer lugar, y le hubiera costado terminar si no hubiera podido reutilizar piezas del coche del conductor de Ford, Eric Jackson. Después de que se efectuaron las reparaciones, sufrió una avería en el diferencial trasero. Al encontrarse con un Ford Cortina al borde de la carretera, persuadió al propietario, inicialmente renuente a vender su eje trasero, y reanudó la carrera una vez más, aunque a costa de 80 minutos de retraso mientras sustituía el diferencial.
Esto dejó a Lucien Bianchi y a su copiloto Jean-Claude Ogier en cabeza, por delante de Gilbert Staepelaere/Simo Lampinen en el Ford Taunus alemán, con Andrew Cowan en el Hillman Hunter tercero. Más adelante, el Ford Taunus de Staepelaere golpeó el poste de un paso, rompiendo un palier. Esto dejó a Cowan en segunda posición y a Paddy Hopkirk, con un Austin 1800, en tercer lugar. Al acercarse al punto de control de Nowra al final de la penúltima etapa (a 160 km de Sídney), los franceses se vieron involucrados en una colisión frontal que destruyó su Citroën y acabó con los dos pilotos en el hospital.
Hopkirk, el primer conductor en la ruta (por delante de Cowan en la carretera, pero detrás por las penalizaciones) se detuvo para atender a los heridos y apagar las llamas de los coches incendiados. Andrew Cowan, el siguiente en la escena, también desaceleró, pero fue avisado con el mensaje de que todo estaba bajo control. Hopkirk se reincorporó a la carrera, y ni él ni Cowan sufrieron penalizaciones en esta etapa. Entonces Andrew Cowan, que había pedido "un coche para llegar al final" a la fábrica de Chrysler Corporation, en el supuesto de que solo media docena de conductores alcanzarían Sídney, alcanzó la victoria con su Hillman Hunter y reclamó el premio de 10.000 libras. Hopkirk terminó en segundo lugar, mientras que el australiano Ian Vaughan fue tercero en un Ford XT Falcon GT preparado por la fábrica. Ford Australia ganó el Premio por Equipos con sus tres Falcon GT, colocados en los puestos 3º, 6º y 8º.

## 1977

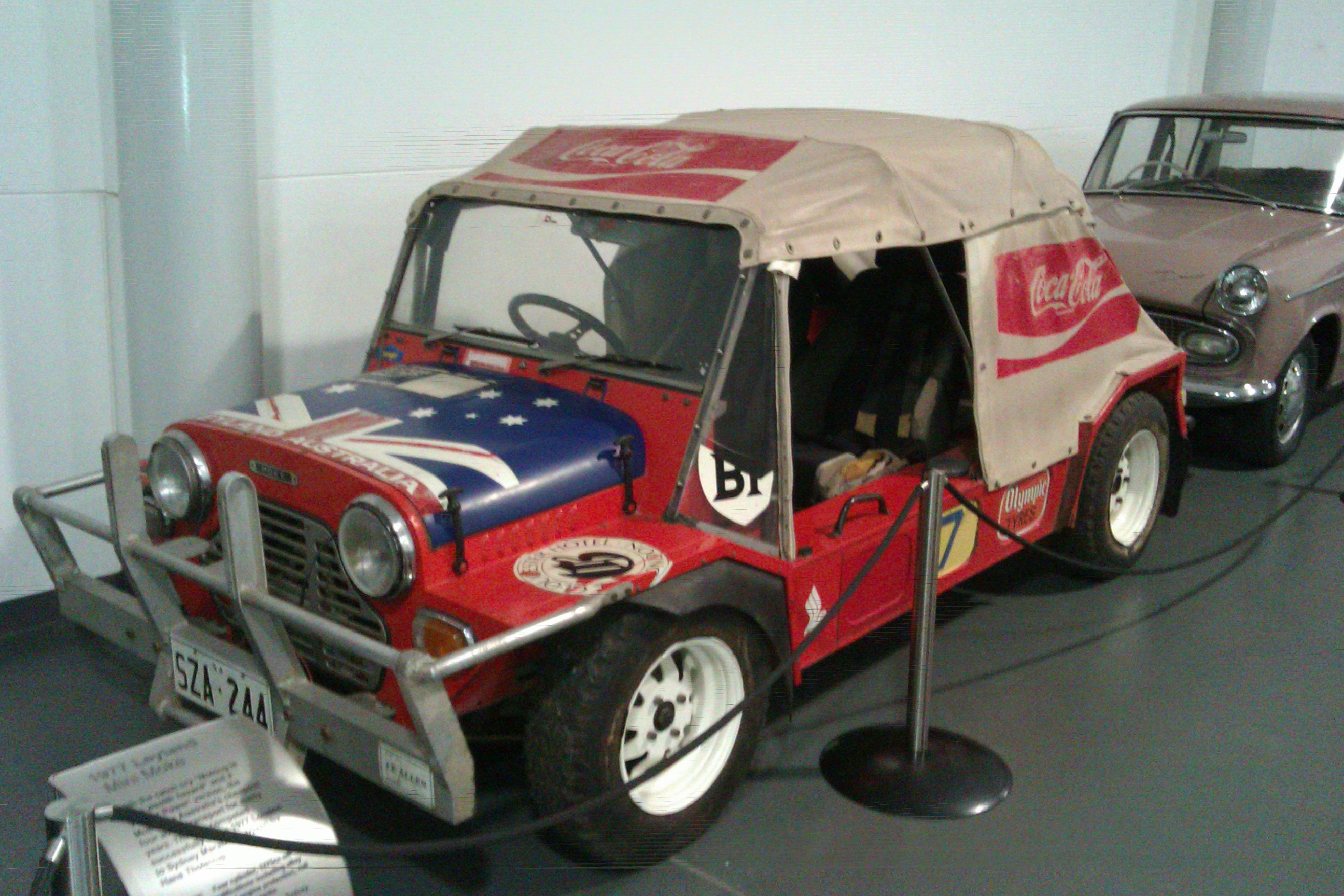
El Mini Moke en el que Hans Tholstrup y John Crawford ocuparon el puesto 35 en el Singapur Airlines Rally Londres-Sídney de 1977

El éxito del evento original fue el punto de partida de la World Cup Rally, aunque después de la controvertida edición de 1974 no se realizaría ninguna otra prueba de la Copa del Mundo. Si bien el evento original fue un triunfo para el Grupo Rootes y para BMC, la edición de 1977, esta vez patrocinada por Singapore Airlines, fue dominada por Mercedes. La marca alemana obtuvo las dos primeras plazas y tuvo otros dos de sus coches entre los ocho primeros, con Andrew Cowan en un 280E repitiendo su éxito de nueve años antes, seguido por su compañero de equipo Tony Fowkes en un coche similar. Paddy Hopkirk, esta vez conduciendo un Citroën CX, ocupó el tercer lugar en el podio.

## 1993
Nick Brittan, que había competido en la primera edición en un Lotus Cortina, estableció su compañía como organizador de mítines modernos de resistencia, con una reedición conmemorativa del 25 aniversario del maratón de 1993. Persuadió a 21 pilotos que habían competido en 1968 para que regresaran, incluidos Andrew Cowan y Roger Clark, y en total se inscribieron 106 equipos de 17 países. Cowan condujo el mismo automóvil que la primera vez, con su Hillman Hunter prestado por el museo del Scottish Automobile Club, mientras que otros competidores condujeron automóviles de la época anterior a la década de 1970. El coste de la inscripción fue de 12.900 libras, y el costo estimado de la participación fue de unas 45.000.
El rally de 16.000 km tuvo tres diferencias principales con su antecesor. En primer lugar, el clima político cambiante en Medio Oriente significaba que varios países, como Irán y Afganistán, quedaron fuera del recorrido, aunque en Europa, Turquía y Australia, se pudo seguir gran parte de la ruta original. Además, las antiguas secciones de camino abierto programadas fueron reemplazadas por una serie de tramos especiales cronometrados por razones de seguridad. Finalmente, con la desaparición de los grandes transatlánticos de pasajeros, no habría un largo viaje a través del Océano Índico hasta Australia, por lo que Brittan contrató dos aviones de carga Antonov An-124 para llevar los vehículos hasta Australia.
El piloto ganador fue Francis Tuthill en un Porsche 911, por delante del Ford Falcon GT de Ian Vaughan, que finalizó tercero en 1968. El keniata Mike Kirkland, un incondicional del Rally Safari, ocupó el último lugar en el podio en un Peugeot 504.

## 2000
Una segunda repetición se organizó en 2000 como una "Celebración del Milenio del [primer] evento épico". Una vez más, gran parte de Asia era inaccesible por razones políticas, con dos puentes aéreos en lugar del único de 1993. En esta ocasión, después de cruzar Europa y Turquía en los primeros catorce días, los vehículos competidores se cargaron en aviones Antonov para el viaje al norte de Tailandia, conduciendo desde allí al sur del país y a Malasia durante doce días, antes de volar a Australia durante los últimos ocho días del rally.
De los 100 coches inscritos que salieron de Londres, 78 llegaron a Sídney, con Stig Blomqvist y Ben Rainsford anotándose la victoria por delante de Michèle Mouton en un Porsche 911, cuyo copiloto, Francis Tuthill, fue el ganador en 1993. Rick Bates y Jenny Brittan en otro Porsche 911 se llevaron el tercer lugar.

## 2004
La tercera repetición fue una combinación de los modernos automóviles Grupo N y clásicos anteriores a 1977, todos limitados a dos ruedas motrices y un motor de dos litros. Nueva Zelanda, en conjunto con Lincolnshire (especialistas ingleses de Langworth Motorsport en preparación de vehículos de carreras), coparon las tres posiciones del podio con tres Honda Integra pilotados por neozelandeses: los ganadores Joe McAndrew y Murray Cole; los subcampeones Mike Montgomery y Roy Wilson; y Shane Murland y John Benton en tercer lugar. El automóvil clásico mejor clasificado fue un Ford Escort RS1600 pilotado por el británico Anthony Ward y por Mark Solloway, que terminó sexto en la general.

## 2014
Diez años más tarde se disputó una sexta maratón. A diferencia de sus cinco predecesoras, se corrió en el sentido inverso, comenzando en Sídney y viajando a Londres con un puente aéreo que unió la costa oeste de Australia con Turquía.

## Campeones
| Año  | Prueba                                           | Ganador         | Vehículo             |
| ---- | ------------------------------------------------ | --------------- | -------------------- |
| 1968 | Daily Express London–Sydney Marathon             | Andrew Cowan    | Hillman Hunter       |
| 1977 | Singapore Airlines Rally                         | Andrew Cowan    | Mercedes-Benz 280E   |
| 1993 | Lombard London–Sydney Marathon                   | Francis Tuthill | Porsche 911          |
| 2000 | London–Sydney Marathon                           | Stig Blomqvist  | Porsche 911          |
| 2004 | London–Sydney Marathon                           | Joe McAndrew    | Honda Integra Type-R |
| 2014 | The Big One Sydney–London Classic Marathon Rally | Geoff Olholm    | Datsun 260Z          |